# You & I (canción de One Direction)
«You & I» (en español: «Tú y yo») es una canción interpretada por la boy band británica-irlandesa One Direction, incluida en su tercer álbum de estudio Midnight Memories. Fue escrita por Julian Bunetta, John Ryan y Jamie Scott, y producida por Bunetta y Ryan. «You & I» fue lanzado como el cuarto y último sencillo del disco; primero fue lanzado en las radios de los Estados Unidos el 15 de abril de 2014 por Columbia Records y después fue lanzado en Europa el 23 de mayo de 2014. Un EP que contiene un remix de la canción hecha por Liam Payne, también fue lanzado.
«You & I» es una balada de soft rock. Recibió en general buenas críticas de expertos en música que la llamaron una balada «cinemática», «elegante» y «madura». Comercialmente la canción alcanzó al menos el Top 40 en varios países, el Top 20 en el Reino Unido y el Top 10 en Irlanda. El video musical de la canción causó polémica ya que usó una técnica parecida al de un video de la banda australiana Clubfeet.
La fragancia llamada «You & I» (lanzada por One Direction), salió a la venta en agosto de 2014.

## Antecedentes y lanzamiento
Después de su segundo álbum exitoso «Take Me Home», el cual vendió más de 5 millones de copias, y su primer documental y película concierto, «One Direction: This Is Us», la banda anunció su tercer disco de estudio. «Tiene una dirección muy rockera", dijo Payne. «Pasamos mucho tiempo escribiendo para éste álbum. Estamos muy orgullosos de él, y no podemos esperar más para que salga. Tiene un sonido muy vivo y rockero», continuó diciendo Payne, también lo describió como «muy retro». «Pero es muy diferente, así que esperamos que la gente se ajuste a este tipo de música con nosotros». Uno de los colaboradores del álbum, Julian Bunetta, quien ha trabajado con la banda varias veces antes, incluyendo canciones de su álbum «Take Me Home» y en su sencillo para Comic Relief, «One Way or Another (Teenage Kicks)», habló sobre el álbum durante una entrevista con MTV News, donde dijo: «Realmente no puedo decir mucho, pero si que va a ser muy genial. Quiero decir, que estamos trabajando en nueva música que puede ser sólo para mis oídos o para los oídos de todo el mundo». Al final, Bunetta coescribió y coprodujo nueve de las catorce canciones de la standard edition, uno de ellos fue «You & I».
Tras el éxito de los sencillos, «Best Song Ever» y «Story of My Life», la banda lanzó la canción «Midnight Memories», como su tercer sencillo. Sin embargo, la canción no alcanzó el mismo éxito de los sencillos anteriores. El 11 de abril de 2014, la banda anunció que «You & I» sería el cuarto sencillo, con el integrante de la banda Harry Styles afirmando: «Esta canción es para ustedes, así que esperamos que les guste». El sencillo fue lanzado el 25 de mayo, acompañado de un EP, que incluye un remix de Payne llamado «Big Payno remix», así como una versión en piano y dúo de la canción.

## Composición
«You & I» fue escrita por Julian Bunneta, John Ryan y Jamie Scott, con Bunneta y Ryan como los productores y los ingenieros de la canción. Fue grabada en el recinto Enemy Dojo, Calabasas (LA, California) y mezclado en The Dark Room. «You & I» es una conmovedora canción principalmente guiada por la guitarra, influenciada por las baladas de power rock de los años 1990, como lo señala Bill Lamb de About.com. La letra de la canción es una declaración de rebeldía, la canción recita: «Tú y yo, no queremos ser como ellos. Podemos durar hasta el final. Nada puede intervenir entre tú y yo, ni siquiera los dioses pueden separarnos». La pista se abre con un rasgueo de guitarra normal y, a continuación, los acordes del piano aparecen en el primer coro, antes que las guitarras de rock se unan a los dos tercios de la canción, mientras que Zayn Malik canta «un dramático falsete», que notó también Lamb.

## Recepción
La canción recibió favorables críticas por la mayoría de los expertos en música. Chris Payne de Billboard llamó a la canción: «una canción lenta que suena bien para ponerla en un gimnasio de un colegio para un frenesí de bailes lentos». Michael Cragg de Mirror describió la canción como «una delicada canción acústica que suena muy adulta» y la comparó con el sonido de la banda Snow Patrol. Tim Sendra de Allmusic llamó a la canción: «una balada cinemática» que «prueba que el grupo puede mostrar real emoción en una gran balada». Anne Zaleski de The A.V. Club coincidió con Sendra y notó que las voces de One Direction han madurado lo suficiente para este tipo de canciones. Melinda Newman de HitFix llamó a la canción «una balada elegante que tendrá a las más fanáticas moviendo sus celulares de un lado a otro» y también dijo que «puede ser un éxito».

## Video musical

### Antecedentes y lanzamiento
El video musical fue filmado en el muelle Clevedon y fue dirigido por Ben Winston y fue lanzado el 18 de abril de 2014. El video no fue grabado en una toma, pero se editó para que pareciera así. El video muestra como los integrantes se transforman en otro integrante mientras caminan en el muelle Clevedon, mientras cambian los solos. Luego siguen caminando e imágenes en stop motion aparecen y ellos caminan hacia ellas.
A One Direction les dedicaron una placa en el muelle, conmemorando la filmación del video.

### Recepción y controversia
Carl Williot de Idolator dijo que: «es una idea genial, ya que da la impresión que está en una sola toma, y además recuerda la última toma del icónico video «Black or White» de Michael Jackson». Bill Lamb de About.com escribió: «...como la canción, el video también falla en conectar». Louis Virtel de HitFix llamó al video: «raro y aterrador».
El video ganó controversia, ya que parece que plagió el video «Everything You Wanted» de la banda australiana Clubfeet. La productora que realizó el video, OhYeahNow, hizo una declaración en su blog: «Parece que los chicos de One Direction han reutilizado nuestro concepto original. No nos malinterpreten, aquí en la productora somos grandes fanes de One Direction y estamos envidiosos de la forma en que los chicos mantienen perfectos peinados».

## Formato y remezclas
- Descarga digital

| «You & I» — EP — [+video] |                                                    |                                   |          |  |
| N.º                       | Título                                             | Productor(es)                     | Duración |  |
| 1.                        | «You & I» (Radio Edit)                             | Bunetta Ryan                      | 3:49     |  |
| 2.                        | «You & I» (Big Payno Remix)                        | Liam Payne Bunetta Pete Hammerton | 3:22     |  |
| 3.                        | «You & I» (Versión a dueto)                        | Bunetta Ryan                      | 4:02     |  |
| 4.                        | «You & I» (Versión de piano)                       | Bunetta Ryan                      | 3:42     |  |
| 5.                        | «Message from One Direction» (Sólo al pre-ordenar) |                                   | 1:18     |  |